# Drožđenka
Drožđenka je vrsta jakoga alkoholnog pića. Proizvodi ju se od drožđa tj. od vinskog taloga i u Republici Hrvatskoj takva se rakija može označiti kao drožđenka. Destiliranjem vinskog taloga na manje od 86% vol. alkohola proizvodi se drožđenku. Redestilacija je dopuštena na istu alkoholnu jakost. Da bi se smjelo staviti na tržište, drožđenka mora udovoljavati ovim zahtjevima:
- alkoholna jakost gotovog proizvoda: najmanje 38% vol.;
- količina hlapivih tvari najmanje 140 grama na hektolitar, preračunato na 100% vol. alkohola;
- količina metanola najviše 400 grama na hektolitar, preračunato na 100% vol. alkohola.
- Ne smije se dodavati razrijeđeni ni nerazrijeđeni alkohol.
- Ne smije ju se aromatizirati.
- Jedino što smije od dodataka sadržavati je karamel kao sredstvo za prilagodbu boje.[1]